# Los Batos
Los Batos ist eine Ortschaft im Departamento Santa Cruz im Tiefland des südamerikanischen Andenstaates Bolivien.

## Lage im Nahraum
Los Batos liegt in der Provinz Andrés Ibáñez und ist der viertgrößte Ort im Kanton Ayacucho im Municipio Porongo. Die Ortschaft liegt auf einer Höhe von 431 m zwei Kilometer westlich vom linken Ufer des Río Piraí, der hier in nördlicher Richtung fließt, gegenüber der Metropole Santa Cruz de la Sierra, die auf der östlichen Flussseite liegt.

## Geographie
Los Batos weist ein semihumides schwülfeuchtes Tropenklima auf mit geringen Tages- und Nachtschwankungen der Temperaturen.
Der jährliche Niederschlag in der Region liegt bei etwa 1000 mm, die Jahresdurchschnittstemperatur bei etwa 24 °C (siehe Klimadiagramm Santa Cruz). Einer kurzen Trockenzeit in Juli und August mit Monatsniederschlägen von unter 50 mm steht eine ausgedehnte Feuchtezeit gegenüber, in der von November bis Februar die Monatswerte deutlich über 100 mm hinausgehen. Die monatlichen Durchschnittstemperaturen schwanken zwischen 20 °C im Juni und Juli und 26 °C von Oktober bis Dezember.

## Verkehrsnetz
Los Batos liegt in einer Entfernung von elf Straßenkilometern westlich von Santa Cruz, der Hauptstadt des Departamentos.
Vom Außenring von Santa Cruz überquert man in westlicher Richtung den hier 300 m breiten Río Piraí und erreicht nach zwei Kilometern die Stadt Urubó, von dort aus sind es noch einmal vier Kilometer in südwestlicher Richtung bis Los Batos.

## Bevölkerung
Die Einwohnerzahl der Ortschaft ist in dem Jahrzehnt zwischen den beiden letzten Volkszählungen um etwa zwei Drittel angestiegen:
| Jahr | Einwohner         | Quelle       |
| ---- | ----------------- | ------------ |
| 1992 | keine Detaildaten | Volkszählung |
| 2001 | 441               | Volkszählung |
| 2012 | 736               | Volkszählung |
| 2024 |                   | Volkszählung |

Aufgrund der seit den 1960er Jahren durch die Politik geförderten Zuwanderung indigener Bevölkerung aus dem Altiplano weist die Region einen gewissen Anteil an Quechua-Bevölkerung auf, im Municipio Porongo sprechen 13,0 Prozent der Bevölkerung Quechua.